# Куйбишево (Угловський район)
Ку́йбишево (рос. Куйбышево) — село у складі Угловського району Алтайського краю, Росія. Входить до складу Круглянської сільської ради.

## Населення
Населення — 213 осіб (2010; 314 у 2002).
Національний склад (станом на 2002 рік):
- росіяни — 95 %